# Cabó
Cabó település Spanyolországban, Lleida tartományban. Cabó Les Valls d’Aguilar, Ribera d’Urgellet, Fígols i Alinyà, Organyà, Coll de Nargó, Abella de la Conca és Conca de Dalt községekkel határos. Lakosainak száma 89 fő (2024).

## Népesség
A település népessége az utóbbi években az alábbiak szerint változott:
| Lakosok száma | 88   | 660  | 487  | 395  | 156  | 114  | 95   | 98   | 92   | 89   |
|               | 1717 | 1887 | 1936 | 1960 | 1986 | 2004 | 2009 | 2014 | 2019 | 2024 |